# Ēdole Slot
Ēdole Slot (lettisk: Ēdoles muižas pils; i ældre kilder på tysk: Edwahlen) er et slot i Ēdoles pagasts i Kuldīgas novads i det historiske landskab Kurland i det vestlige Letland.
Slottet blev oprindeligt opført som en borg med tilhørende voldgrav for biskoppen af Piltene i 1264–67. Borgen ombyggedes i det 16. århundrede. Fra 1561 til 1920 tilhørte borgen den tyskbaltiske baron-familie von Baehr. I det 18. århundrede blev borgen udvidet og omdannedes til det nuværende slot. Fra 1835 til 1841 foretoges store ombygninger, og bygningen blev det første eksempel på nygotisk arkitektur i Kurland. Bygningen afbrændtes delvis under Den Russiske Revolution i 1905, men genopførtes senere, hvor dets gotiske former bevaredes. Slottet er omgivet af en engelsk landskabshave.